# Bermuda az 1956. évi nyári olimpiai játékokon
Bermuda az ausztráliai Melbourne-ben és a svédországi Stockholmban megrendezett 1956. évi nyári olimpiai játékok egyik részt vevő nemzete volt. Az országot az olimpián 1 sportágban 3 sportoló képviselte, akik érmet nem szereztek.

## Vitorlázás
Nyílt
| Versenyző                             | Versenyszám | Futam | Futam | Futam | Futam | Futam | Futam | Futam | Pontszám | Helyezés |
| Versenyző                             | Versenyszám | 1     | 2     | 3     | 4     | 5     | 6     | 7     | Pontszám | Helyezés |
| ------------------------------------- | ----------- | ----- | ----- | ----- | ----- | ----- | ----- | ----- | -------- | -------- |
| Brownlow Eve Jimmy Kempe Bernard Ward | Sárkányhajó | 264   | 129   | (101) | 305   | 159   | 191   | 101   | 1149     | 15.      |